# Punta del Sabbione
La Punta del Sabbione (3.182 m s.l.m. - Hohsandhorn in tedesco) è una montagna delle Alpi del Monte Leone e del San Gottardo (nelle Alpi Lepontine).

## Descrizione
Si trova lungo la linea di confine tra l'Italia e la Svizzera, tra il Canton Vallese e il Piemonte. Si può salire sulla vetta partendo da Riale in Val Formazza.